# 布列塔尼的德羅貢
布列塔尼的德羅貢（法語：Drogon de Bretagne），布列塔尼公爵，阿蘭二世之子，952年至958年在位，死後由弟弟奧爾一世繼位。